# Bistum Urdaneta
Das Bistum Urdaneta (lat.: Dioecesis Urdanetensis) ist eine auf den Philippinen gelegene römisch-katholische Diözese mit Sitz in Urdaneta.

## Geschichte
Das Bistum Urdaneta wurde am 12. Januar 1985 durch Papst Johannes Paul II. mit der Apostolischen Konstitution Non raro catholicorum aus Gebietsabtretungen des Erzbistums Lingayen-Dagupan errichtet und diesem als Suffraganbistum unterstellt.
Es umfasst den östlichen Teil der Provinz Pangasinan.

## Bischöfe von Urdaneta
- Pedro Magugat MSC, 1985–1990
- Jesus Castro Galang, 1991–2004
- Jacinto Agcaoili Jose, seit 2005